# シーデビル (潜水艦)
シーデビル (USS Sea Devil, SS-400) は、アメリカ海軍の潜水艦。バラオ級。艦名はオニイトマキエイやミツクリエナガチョウチンアンコウとそれぞれの近縁種の通称に因んで命名された。アメリカ公文書はエイの方を由来と明言している。なお、退役から5年後にスタージョン級原子力潜水艦16番艦として2代目シーデビル (SSN-664)が就役している。

## 艦歴
シーデビルは1943年11月18日にメイン州キタリーのポーツマス海軍造船所で起工した。1944年2月28日にシャーマン・K・ケネディ夫人によって命名、進水し、1944年5月24日に艦長ラルフ・E・スタイルズ中佐（アナポリス1933年組）の指揮下就役する。就役後はニューロンドンでの整調訓練後、シーデビルは1944年7月11日に同港を出航し、8月9日に母港の真珠湾に到着、第281潜水艦部隊に合流し最初の哨戒の準備を行った。

### 第1の哨戒 1944年9月 - 10月
9月3日、シーデビルは最初の哨戒で日本近海に向かった。9月15日の早朝、本州沖500マイルの海域で初めて敵艦と接触した。2隻のサンパンタイプの特設哨戒艇を確認したものの、荒天のため攻撃を行うことはできず、シーデビルはその後も横浜、神戸、大阪と言った日本の主要港への航路上を哨戒した。9月16日4時32分、シーデビルは2度目の接触を得て潜航。5時38分に潜望鏡で観測すると、相手は潜水艦だった。5時45分、シーデビルは潜水艦に向けて4本の魚雷を発射し2本が命中。爆発の衝撃でシーデビルは一時コントロールを失いかけたが、しばらくして潜望鏡深度に戻った。褐色の煙が潜望鏡の視界一杯に広がり、続けて7つの水中爆発があった。5時53分に浮上すると、辺り一面に油膜が広がっていた。相手はウェーク島への輸送作戦に従事していた潜水艦「伊364」だった。9月17日と18日は海が荒れて哨戒どころではなかった。9月21日には荒海に逆らって航行しようとしたが結局黒潮の強い海流には逆らえず、シーデビルは方向を転じて航行せざるを得なかった。9月22日朝、シーデビルは複数の目標を探知。目標は全て小さかったものの、シーデビルはそのうちの貨物船に対して砲撃した。シーデビルは22日間の哨戒期間で、「伊364」を含むいくつかの目標を攻撃したが、「伊364」以外の戦果はなかった。10月25日、シーデビルは51日間の行動を終えてマジュロに帰投した。

### 第2の哨戒 1944年11月 - 12月
11月19日、シーデビルは2回目の哨戒で日本近海および東シナ海方面に向かった。11月末に東シナ海に入って九州方面に進んだシーデビルは、12月1日深夜にレーダーで輸送船団と思われる複数の目標を探知。全速で攻撃位置に向かった。翌2日2時39分、シーデビルは北緯30度24分 東経128度17分 / 北緯30.400度 東経128.283度の屋久島西方約150キロ地点で、先ほど探知したミ29船団を発見した。しかし、この時に波を被ってしまい、シーデビルの艦内の至る所に海水が入り込んでしまった。特に機関室や蓄電池室、司令塔が大きく浸水し乗組員は混乱したものの、幸いにも致命的なダメージにはならなかった。
3時20分、シーデビルは船団との距離がおよそ3,000メートルに達し、レーダーは11個以上の目標を明確に探知。天候はやや不利だったものの、シーデビルは攻撃態勢に入った。3時22分、シーデビルは自艦の100メートル以内に浮遊機雷があるのを発見しこれをかわした。シーデビルは波で大きく揺らされたものの、10分後には船団の側面に位置して潜航した。月没は4時ごろであり、潜望鏡で観測するには条件が悪くなった。4時13分には護衛艦を確認したが、気付かれなかった。4時14分、シーデビルはマーク18型魚雷4本を中型貨物船に向けて発射したものの、命中しなかった。4時24分には、5番発射管と6番発射管の魚雷を大型貨物船に向けて発射。40秒後魚雷は輸送船「はわい丸」（南洋海運、9,467トン）に命中し、「はわい丸」は大爆発を起こして40秒で沈没していった。4時25分、シーデビルは船団の真ん中に位置し、4時28分に護衛艦がシーデビルの至近を通過。4時29分、シーデビルは距離1,200メートルにある大型貨物船に対して、艦尾発射管から4本の魚雷を発射。潜望鏡を廻してみると、わずか140メートルのところに、魚雷を向けた貨物船より大型の貨物船がいるのを発見。この貨物船はシーデビルの方に突進してきてるようであった。4時30分、魚雷は「安芸川丸」（川崎汽船、6,895トン）に命中。何度も続いた物凄い爆発と衝撃はシーデビルでも感じられ、その様子から相手には弾薬が満載されていたのだろうと判断された。シーデビルは攻撃後、150メートルの海底でじっとした。はっきりと確認できただけで12発の爆雷が投下されたが、シーデビルの近くには落ちてこなかった。やがて、爆雷攻撃の音は遠ざかっていった。ミ29船団は、シーデビルによる安芸川丸とはわい丸の撃沈で支離滅裂となり、奄美大島や台湾各地に個別に逃げ込む輸送船が続出した。このとき撃沈した輸送船には沢村栄治が乗船しており、この12月2日雷撃で戦死している。『日本商船隊戦時遭難史』によれば、この日に沈没した輸送船は安芸川丸とはわい丸だけであり、沢村はそのどちらかに乗船していたと見られている。
ミ29船団攻撃後もシーデビルは九州近海で哨戒。12月4日には中国大陸から飛来したB-29からの船舶目撃情報がもたらされたが、その位置はシーデビルからは大きく離れていた。12月5日には2隻の小型トロール船を発見。12月8日夜、シーデビルはジグザグコースを取って長崎方向に向かう4つの目標を遠距離に探知した。この時、近くにはレッドフィッシュ (USS Redfish, SS-395) とプライス (USS Plaice, SS-390)がおり、「レッドフィッシュ」もレーダーで目標を探知して追跡を開始していた。シーデビルは魚雷を発射し、反撃を避けるため深く潜航した。0時50分までには水上艦の音は小さくなっていった。1時7分、シーデビルは一旦浮上し目標に向かったものの1時間後に反転し、魚雷を発射した。日没後、「プライス」はシーデビルに魚雷の目標への命中を知らせたが、その損害見積もりは定かではなかった。のちの報告では、「レッドフィッシュ」が空母「隼鷹」に魚雷を2本命中させ、「隼鷹」は終戦まで修理が続いたとし、シーデビルの発射した魚雷は護衛の駆逐艦「槇」の艦首に1本命中したことが分かった。シーデビルは南下して沖縄島近海で12月中旬まで哨戒を行ったのち、12月29日に哨戒海域を離れた。1945年1月7日にミッドウェー島に寄港。1月11日、シーデビルは54日間の行動を終えて真珠湾に帰投した。

### 第3の哨戒 1945年2月 - 4月
2月7日、シーデビルは3回目の哨戒で東シナ海および黄海方面に向かった。2月19日にサイパン島に寄港し、ウルフパック戦術の訓練を行った後、バラオ (USS Balao, SS-285)、ガードフィッシュ (USS Guardfish, SS-217)、テンチ (USS Tench, SS-417) とともに出航した。2月末には、撃墜されて着水したパイロットの捜索に従事。3月3日には、減少の一途をたどる中国、満州と日本間の航路で哨戒を行った。一週間以上ジャンク以外には接触しなかったが、2月24日に4隻の護衛艦がついた大型タンカーを発見。しかし、シーデビルはこの輸送船団を見失ってしまった。翌25日には日本の対潜部隊を見つけ、避退した。2月28日には4つの機雷を発見し爆発させ、他の2つにも爆破を試みた。
3月の終わり頃から哨戒海域に霧がかかるようになり、4月2日になると視界は1,000メートル程度に落ちた。それでもシーデビルは7時10分にレーダーにより4隻の商船と3隻の護衛艦を探知。9時15分、シーデビルは先頭の商船に対して発砲し、40秒後には2番目の目標に対して砲撃を行った。以後3番目の目標に対しても船尾発射管を向けつつ砲撃した後、護衛艦に対しても3度発砲した。また、8時19分から8時22分の間には7つの命中音が聞き取れた。
シーデビルは船団に対して発射管を向けた。この時、レーダー上には3つの目標しか残っていなかった。最初の雷撃は3番目の商船に向けられたものの、少なくとも3番目の魚雷は目標から逸れていった。態勢を立て直した後、シーデビルは船団の残存艦船を求めて追跡した。10時頃、シーデビルは1隻の護衛艦を攻撃して打撃を与えた後、40分後には未だ残っていた商船に対して発砲。その目標がレーダースクリーン上から突然消えたのを確認した。11時頃には生存者を求めて船の残骸の間を航行し、4名を救助したものの怪我が元で全員死亡した。
シーデビルが攻撃した船団は基隆から門司に向かっていたタモ51船団であり、シーデビルはこのうち「大譲丸」（大阪商船、6,866トン）、「日津丸」（三菱汽船、1,179トン）、「江戸川丸」（東亜海運、1,972トン）の3隻を北緯34度02分 東経124度00分 / 北緯34.033度 東経124.000度の地点で撃沈し、残り1隻の商船と護衛艦1隻に損傷を与えたと考えられた。
シーデビルは船団攻撃後の3日間は黄海で哨戒したあと、ミッドウェー島に進路を向けた。しかし、九州南方を航行中の4月7日に、撃墜された海兵隊機の4名の乗員を救助するよう命令を受けた。その海兵隊機は空母エセックス (USS Essex, CV-9)」から戦艦「大和」の水上特攻を迎え撃つために発進したもので、燃料切れで不時着水したものだった。8日深夜、シーデビルは沖縄島北東320キロの海上で3名の乗員を発見、救助し残る乗員の捜索を行った。翌9日になると友軍機も捜索に参加したが、発見することは出来なかった。シーデビルは9日午後に進路を南東にとり、4月13日にサイパン島に寄港。4月20日、シーデビルは63日間の行動を終えてミッドウェー島に帰投。海軍殊勲部隊章が授けられた。整備後、シーデビルはサイパン島に回航され、5月28日に到着した。艦長がチャールズ・F・マクギヴァン（アナポリス1938年組）に代わった。

### 第4の哨戒 1945年5月 - 7月
5月30日、シーデビルは4回目の哨戒でロンクィル (USS Ronquil, SS-396) およびパドル (USS Paddle, SS-263) とウルフパックを構成し東シナ海および黄海方面に向かった。6月6日、シーデビルはトカラ列島を通過して東シナ海に入り、やがて黄海に入った。6月7日以降は朝鮮半島西岸の島々の間を航行し、6月8日には山東半島と朝鮮半島の間の海域を哨戒した。6月14日午後、シーデビルは護衛艦をつけている貨物船を発見。シーデビルは貨物船の船首に向けて魚雷を4本発射し、体当たりを避けるべくコースを変えた。23秒後、2本の魚雷が「若宮山丸」（鏑木汽船、2,211トン）に命中し、若宮山丸は北緯37度35分 東経123度30分 / 北緯37.583度 東経123.500度の地点で沈没していった。護衛艦が爆雷を投下し、そのうちの5発ほどがシーデビルの近くで爆発。シーデビルはこれを避けるため海底でじっとしていた。
6月21日朝、シーデビルは山東半島から朝鮮半島のほうに向かう3隻の武装トロール船を発見。うち1隻は別の船を曳航していた。9時43分、シーデビルは浮上し3分後には5インチ砲、40ミリ機関砲、20ミリ機銃を総動員して攻撃。曳航されているトロール船を一瞬で葬り去り、曳航していたトロール船は全速力で西方に逃走した。シーデビルは3名を捕虜にした上で南に下った。しかし、以降の6日間は天候不順に悩まされて成果が出なかった。6月27日には済州島などの写真撮影を行い、6月29日にはPB2YコロナドとPBMマリナーと共同で救助作戦に参加。シーデビルは慶良間諸島を本拠とする第4救難隊のPBMクルーを乗せ、6月30日の夕方から伊江島に拠点を置いたP-47パイロットの捜索を開始した。翌日、パイロットは僚機によって発見され、シーデビルは正午前にパイロットを迎えた。シーデビルは琉球諸島北部および九州南方海域での救助艦任務を7月10日まで続けた。シーデビルは54日間の行動を終えてグアムアプラ港に帰投。この際の修理に際して、シーデビルに LORAN 用機材および無線方向探知機が装備された。

### 第5の哨戒 1945年8月 - 9月
8月9日、シーデビルは5回目の哨戒で黄海に向かった。14日に南西諸島、悪石島南方を通過した。哨戒海域入りした8月15日、シーデビルは日本降伏の報を受け取った。続く2週間、シーデビルは哨戒海域に留まり機雷を探索、爆破処理を行った。8月27日、機雷近くの漁船を発見した。近寄って調べると、漁民は機雷をブイ代わりに使用し、漁網によって安全が保たれていた。8月28日、シーデビルはグアムへの帰還を命じられ、続いてスービック湾への移動を命じられた。9月3日、シーデビルは25日間の行動を終えてスービック湾に帰投した。
シーデビルは第二次世界大戦の戦功で5個の従軍星章を受章した。

### 戦後
9月4日以降の数週間、シーデビルは他の7隻の潜水艦と共に、戦後新たに形成された第5潜水戦隊に加わった。秋の間中、シーデビルはスービック湾で活動し、訓練活動に従事した。12月1日にサンフランシスコに向けて出航し、オーバーホールの後1946年4月23日に母港の真珠湾に帰還した。
3日後、シーデビルは西に向かった。5月16日にスービック湾に戻り、23日に青島へ向かい第71任務部隊と共に対潜水艦戦演習を7月まで行う。5月5日、シーデビルは上海に向かい、そこから真珠湾に移動した。1946年7月26日から1947年5月5日までハワイ海域で作戦活動に従事する。その年の夏はメア・アイランド海軍造船所でオーバーホールが行われ、10月初めハワイに戻る。5月27日、シーデビルは別の配備のため極東に向かった。配備では模擬哨戒と対潜水艦戦演習が活動の大半を占めた。1948年1月8日、シーデビルは真珠湾に帰還し、その後メア・アイランド海軍造船所で不活性化の指令を受ける。シーデビルの就役は1948年9月10日に解かれ、予備役の状態で10年間保管されることとなった。
しかし、シーデビルは朝鮮戦争が勃発して2ヶ月後に就役が命じられる。1951年3月2日、シーデビルは再就役し、第7潜水戦隊第71潜水艦部隊に配属され、真珠湾を拠点として活動した。夏を通してシーデビルはハワイ水域で活動した。9月に西海岸へ帰還し、ピュージェット・サウンド海域で第4航空団に対して対潜水艦戦演習の支援を行う。11月半ばにハワイへ戻り、冬を通して沿岸活動に従事した。1952年4月半ばから6月半ばまで真珠湾海軍造船所でオーバーホールを行い、その後沿岸活動を再開した。9月遅くに再就役後初の配備のため西太平洋に向かった。シーデビルは10月7日に横須賀に着き、第96任務部隊の支援として対潜水艦戦演習および国連軍の対潜作戦支援に当たった。1953年1月後半に哨戒のため部隊を離れる。1月末までに横須賀に帰還し、3月3日に真珠湾に向けて出航した。6月30日、シーデビルはピュージェット・サウンドへ向かい、第4航空団への支援を行った後、8月20日に不活性化のためサンフランシスコに向かった。シーデビルは8月28日に予備役となり、1954年2月19日に退役した。
3年後、シーデビルは再び活性化した作業が行われた。1957年8月17日に再就役し、サンディエゴの第5潜水戦隊に配属された。翌年は南カリフォルニア海域およびピュージェット・サウンドで訓練活動に従事し、その後西太平洋配備の準備に入った。1958年11月から1959年4月まで第7艦隊の水上艦部隊および太平洋艦隊部隊に対する支援活動に従事する。シーデビルは5月にサンディエゴに帰還した。1960年7月1日、シーデビルは AGSS-400 （実験潜水艦）に艦種変更され、1963年まで西海岸での訓練活動に従事した。通常任務は1961年2月から8月および1963年6月から12月までの2度の西太平洋配備で中断された。
1964年、シーデビルは最後の不活性化が行われ、1964年2月17日に退役した。その後7月に除籍され、1964年11月24日に南カリフォルニア海域で標的艦として海没処分された。